# Ungarische Snooker-Meisterschaft
Die ungarische Snooker-Meisterschaft ist ein Wettbewerb zur Ermittlung des ungarischen Meisters in der Billardvariante Snooker.

## Geschichte
Die nationale Snooker-Meisterschaft in Ungarn wird seit 1993 jährlich von der Magyar Biliárd Szövetség ausgetragen, lediglich 2001 gab es keinen Wettbewerb.
Rekordsieger mit zehn Titeln bei dreizehn Finalteilnahmen seit 2007 ist Zsolt Fenyvesi, auf Platz zwei folgt Zoltán Kojsza, der zwischen 1993 und 2010 elfmal das Finale erreichte und neunmal gewinnen konnte. Jüngster Titelträger des Turniers ist Bulcsú Révész, der 2019 mit zwölf Jahren gewann.

## Titelträger
| Jahr | Sieger            | Ergebnis          | Finalist               |
| ---- | ----------------- | ----------------- | ---------------------- |
| 1993 | Zoltán Kojsza     | 7:5               | Gábor Éles             |
| 1994 | Zoltán Kojsza     | 7:2               | Gábor Éles             |
| 1995 | Zoltán Kojsza     | 5:2               | Gábor Éles             |
| 1996 | Zoltán Kojsza     | 7:0               | Ede Dunai              |
| 1997 | Ede Dunai         | 7:6               | Zoltán Kojsza          |
| 1998 | Zoltán Kojsza     | 5:3               | Ede Dunai              |
| 1999 | Zoltán Kojsza     | 5:3               | Ede Dunai              |
| 2000 | Zoltán Kojsza     | 5:3               | Pál Vantara            |
| 2001 | nicht ausgetragen | nicht ausgetragen | nicht ausgetragen      |
| 2002 | Zoltán Kojsza     | 6:4               | Pál Vantara            |
| 2003 | Pál Vantara       | 7:1               | Ferenc Radics          |
| 2004 | Xu Hong           | 7:5               | Róbert Papp            |
| 2005 | Zoltán Kojsza     | 7:5               | Ede Dunai              |
| 2006 | Pál Vantara       | 7:3               | Ede Dunai              |
| 2007 | Ede Dunai         | 7:6               | Zsolt Fenyvesi         |
| 2008 | Ede Dunai         | 7:6               | Pál Vantara            |
| 2009 | Ede Dunai         | 7:2               | Pál Vantara            |
| 2010 | Zsolt Fenyvesi    | 6:3               | Zoltán Kojsza          |
| 2011 | Zsolt Fenyvesi    | 7:1               | Norbert Vass           |
| 2012 | Pál Vantara       | 6:5               | Mendsaikhan Bat-Erdene |
| 2013 | Pál Vantara       | 7:5               | Zsolt Fenyvesi         |
| 2014 | Zsolt Fenyvesi    | 7:1               | Pál Vantara            |
| 2015 | Zsolt Fenyvesi    | 7:1               | Róbert Papp            |
| 2016 | Zsolt Fenyvesi    | 7:2               | Attila Horváth         |
| 2017 | Zsolt Fenyvesi    | 7:5               | Attila Horváth         |
| 2018 | Zsolt Fenyvesi    | 7:6               | Attila Horváth         |
| 2019 | Bulcsú Révész     | 7:6               | Zsolt Fenyvesi         |
| 2020 | Zsolt Fenyvesi    | 7:4               | Attila Horváth         |
| 2021 | Zsolt Fenyvesi    | 7:4               | Bulcsú Révész          |
| 2022 | Attila Horváth    | 7:3               | Erik Nagy              |
| 2023 | Zsolt Fenyvesi    | 7:0               | Soma Berghold          |
| 2024 | Erik Nagy         | 7:1               | Nicolas le Clercq      |

### Rangliste
| Platz | Spieler                | Gold | Silber | Finalteilnahmen |
| ----- | ---------------------- | ---- | ------ | --------------- |
| 1     | Zsolt Fenyvesi         | 10   | 3      | 13              |
| 2     | Zoltán Kojsza          | 9    | 2      | 11              |
| 3     | Ede Dunai              | 4    | 5      | 9               |
| 3     | Pál Vantara            | 4    | 5      | 9               |
| 5     | Attila Horváth         | 1    | 4      | 5               |
| 6     | Erik Nagy              | 1    | 1      | 2               |
| 6     | Bulcsú Révész          | 1    | 1      | 2               |
| 8     | Xu Hong                | 1    | 0      | 1               |
| 9     | Gábor Éles             | 0    | 3      | 3               |
| 10    | Róbert Papp            | 0    | 2      | 2               |
| 11    | Mendsaikhan Bat-Erdene | 0    | 1      | 1               |
| 11    | Soma Berghold          | 0    | 1      | 1               |
| 11    | Nicolas le Clercq      | 0    | 1      | 1               |
| 11    | Ferenc Radics          | 0    | 1      | 1               |
| 11    | Norbert Vass           | 0    | 1      | 1               |